# Mário de Noronha
Mário de Lopez da Vasa César Alves de Noronha (Lapa, 15 gennaio 1885 – São Sebastião da Pedreira, 9 luglio 1973) è stato uno schermidore portoghese, vincitore di una medaglia di bronzo nella scherma ai giochi olimpici del 1928.